# Фибра (материал)
Фибра (от лат. fibra — волокно) — материал, изготовляемый пропиткой нескольких слоёв бумаги-основы концентрированным раствором хлорида цинка (реже раствором серной кислоты и роданида кальция) и последующим прессованием. Фибра (марки ФТ, ФЭ, ФСВ, ФП, ФПК, ГКФ, ФКДГ) представляет собой прессованный картон из смеси целлюлозной и древесной массы, пропитанный хлористым цинком или хлористым кальцием. Выпускается в виде чёрных и неокрашенных листов.
Бумага для фибры (плотностью 65—90 г/м²) вырабатывается из белёной тряпичной полумассы (иногда в смеси с целлюлозой) или из целлюлозы. При воздействии хлорида цинка бумага набухает и частично растворяется; образовавшаяся из клейких волокон масса спрессовывается, а затем промывается и сушится. Фибра выпускается в виде листов толщиной от 0,1 до 76 мм, труб, стержней. Фибра легко подвергается механической обработке, не растворяется в керосине, бензине, спирте, ацетоне, но разрушается в крепких кислотах — серной, азотной и соляной. Фибра применяется как электро- и теплоизоляционный, а также прокладочный материал, как заменитель кожи. В зависимости от назначения изделия из фибры подвергаются тиснению, прессованию и лакировке.

## Фибра в авиации
В период Великой Отечественной войны фибра применялась для изготовления пулестойких авиационных бензобаков.